# Albin Forsman
Albin Forsman (2004) è un giocatore di football americano svedese, di ruolo quarterback.
Gioca a football americano nei Carlstad Crusaders, prima nelle giovanili e poi in prima squadra (con la quale ha vinto il titolo nazionale nel 2020).

## Palmarès

### Club
- SM-Finalen: 1

Carlstad Crusaders: 2020